# Ordenssällskapet Jämtlands gille
Ordenssällskapet Jämtlands gille (JG) grundades år 1880 i Östersund med syfte att vara ett "vänskaps- och brödraförbund". Gillet verkar fortsatt i Jämtlands län. Orden har åtta grader samt en särskild honnörsgrad. Inom gillet finns en egen orkester och en egen kör. Knutna till gillet är också en seniorklubb och en damklubb.
Gillet har sedan 1880 bedrivit sin verksamhet på flera ställen, men det dröjde till 1964 innan man fick en egen fastighet. Temperance, fastigheten Bryggaren 8, inköptes av Jämtlands gille och Östersunds- fabriks och hanterverksförening från Godtemplarorden. Intredningen i ordenssalen är bevarad och upprustad från den godtemplartiden.